# أنتوني بينيت (كاتب)
أنتوني بينيت (بالإنجليزية: Anthony Bennett)‏ هو كاتب بريطاني، ولد في 7 سبتمبر 1947.